# Gara Brondesbury
Brondesbury este o gară pe linia North London, situată pe un viaduct peste Kilburn High Road în zona Brondesbury din Kilburn, în burgul Brent din nord-vestul Londrei.
Aceasta se află la aproximativ 200 de metri sud-est de stația de metrou Kilburn și la aproape 1 km nord-vest de gara Kilburn High Road.
Accesul pe peroane se face prin bariere de bilete.

## Istoric

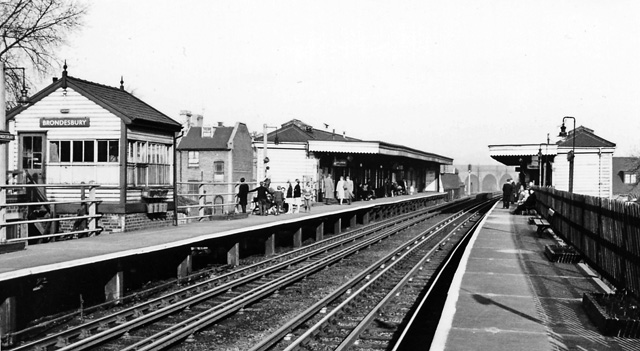
Gara Brondesbury în 1961

Gara Brondesbury a fost deschisă pe 2 ianuarie 1860 cu numele de Edgeware Road (Kilburn) pe calea ferată Hampstead Junction. Numele i-a fost schimbat de mai multe ori: Edgware Road pe 1 noiembrie 1865, Edgware Road and Brondesbury pe 1 ianuarie 1872, Brondesbury (Edgware Road) pe 1 ianuarie 1873, Brondesbury pe 1 mai 1883. Până pe 5 februarie 1962, gara a utilizat o cutie de semnal.
Între 1890 și 1926 au fost prezentate mai multe planuri pentru a construi o linie de metrou de-a lungul Edgware Road, care ar fi prevăzut construcția unei stații de metrou la Brondesbury. Nici unul dintre aceste planuri nu a fost aplicat și o astfel de linie nu a fost construită niciodată.

## Servicii
Brondesbury este deservită de servicii ale London Overground (linia North London), care sunt operate cu garnituri de tren Clasa 378. Orarul tipic în afara orelor de vârf este:
- 6 trenuri pe oră spre Stratford
- 4 trenuri pe oră spre Richmond
- 2 trenuri pe oră spre Clapham Junction

| Stația precedentă                                   |  | London Overground  |  | Stația următoare              |
| --------------------------------------------------- |  | ------------------ |  | ----------------------------- |
| Brondesbury Parkcătre Richmond sau Clapham Junction |  | Linia North London |  | West Hampsteadcătre Stratford |

## Conexiuni
Autobuzele 16, 32, 189, 316, 332 și 632 și ruta nocturnă N16 deservesc gara.